# 根与芽
根与芽（英語：Roots & Shoots）是一个国际环境组织和自然保育组织，目前根与芽在全球140多个国家都有分布。

## 历史
1991年珍·古道尔博士在坦桑尼亚当地学校演讲时发起成立，十二名挑选的当地学生受邀来到她的住处讨论当地环境问题和思索如何改变现状。这十二名学生也被作为组织的初始会员。

## 分支机构
至少在全球27个国家或地区有分支机构。

### 大中华区
共有五家分支机构，分别在北京，上海，成都，香港和台湾，支持超过600个学校组织。

### 美国
分别在俄克拉荷马州塔尔萨和图森 (亚利桑那州)的两所学校有项目。